# إليكساندريا كارلسون
إليكساندريا كارلسون (بالإنجليزية: Alexandria Karlsen)‏ مواليد 26 أكتوبر 1978 في ميسا، هي ممثلة أمريكية.

## وصلات خارجية
- الموقع الرسمي
- إليكساندريا كارلسون على موقع IMDb (الإنجليزية)
- إليكساندريا كارلسون على موقع قاعدة بيانات الفيلم (الإنجليزية)